# Lascabanes
Lascabanes (en occitano Las Cabanas) era una comuna francesa situada en el departamento de Lot, de la región de Occitania, que el 1 de enero de 2018 pasó a ser una comuna delegada de la comuna nueva de Lendou-en-Quercy al fusionarse con las comunas de Saint-Cyprien y Saint-Laurent-Lolmie.

## Demografía
| Gráfica de evolución demográfica de Lascabanes entre 1800 y 2015 |
|                                                                  |

Los datos demográficos contemplados en este gráfico de la comuna de Lascabanes se han cogido de 1800 a 1999 de la página francesa EHESS/Cassini, y los demás datos de la página del INSEE.